# 让-巴蒂斯特·巴加扎
让-巴蒂斯特·巴加扎（法語：Jean-Baptiste Bagaza；1946年8月29日—2016年5月4日）是蒲隆地政治人物，他在1976年11月10日前擔任了蒲隆地最高革命委員會主席，並且於1976年11月10日至1987年9月3日期間擔任蒲隆地總統。然而巴加扎在國外旅遊時遭遇軍事政變而被廢黜，並且被迫流亡至烏干達、利比亞等地，而接替他總統職務者為皮埃爾·布約亞。